# Gigaset
Gigaset AG es un fabricante de dispositivos de comunicación móvil y dispositivos domésticos inteligentes; Las actividades operativas se llevan a cabo a través de la filial Gigaset Communications. La compañía se comercializó bajo el nombre de Arques Industries hasta 2010 y originalmente estaba activa como una compañía de inversión. En 2015, la compañía generó ventas de 305 millones de euros y empleó a 1.366 personas en todo el mundo. En 2017, el volumen de negocios ascendió a 293,30 millones de euros con 930 empleados.
En mayo de 2018, Gigaset anunció que fue el primer fabricante en producir teléfonos inteligentes en Alemania nuevamente durante los últimos 10 años en un sitio en Bocholt en Münsterland. Otras compañías como Nokia, también fabricaban teléfonos inteligentes anteriormente en países europeos pero cerraron sus fábricas y toda la producción volvió a quedar en china.

#### Producción en Alemania
En mayo de 2018, se supo que, por primera vez en 10 años, Gigaset volverá a producir un teléfono inteligente en Alemania, trasladando su producción de China a Alemania. El plan es para una operación de tres turnos con 8 empleados cada uno y una producción de hasta 6000 teléfonos inteligentes por semana. Gracias a los altos niveles de automatización, esto debería ser posible a un costo comparable al de Asia. El teléfono inteligente Gigaset GS185 es uno de los que se fabrican en Alemania, pero los componentes provienen de Asia, por lo cual no es un móvil 100% hecho en Alemania. 